# Luciano Marin
Luciano Marin (Roma, 9 dicembre 1931 – Roma, 12 novembre 2019) è stato un attore italiano.

## Biografia
Figlio di friulani insediati a Roma per lavoro, divenne uno dei volti più importanti dei maggiori fotoromanzi italiani, pubblicati tra gli altri su Sogno e Grand Hotel.
In quest'ambito interpretò tra l'altro "La suora bianca" con Nadia Marlowa e Alfredo Zammi ("I romanzi di Sogno" n.145, 15 settembre 1962).
Venne poi scelto per il cinema da Pietro Germi per la parte di un giovane operaio fratello della protagonista de L'uomo di paglia. Benché i film successivi (3 straniere a Roma, I tartassati, Primo amore) lo confermassero come giovane attore "di sicure speranze", alla metà degli anni sessanta "esaurì ben presto le sue potenziali, indubbie capacità d'attore" e chiuse la sua carriera dopo oltre 60 film. Nel 1957 sposò Nennella Carotenuto, figlia di Memmo.
È morto il 12 novembre 2019 ad 87 anni.

## Filmografia parziale
- L'uomo di paglia, regia di Pietro Germi (1958)
- Napoli, sole mio!, regia di Giorgio Simonelli (1958)
- La legge è legge, regia di Christian-Jaque (1958)
- 3 straniere a Roma, regia di Claudio Gora (1958)
- Ragazzi della marina, regia di Francesco De Robertis (1958)
- Il cavaliere del castello maledetto, regia di Mario Costa (1958)
- Il terrore dei barbari, regia di Carlo Campogalliani (1959)
- Primo amore, regia di Mario Camerini (1959)
- Il figlio del corsaro rosso, regia di Primo Zeglio (1959)
- I tartassati, regia di Steno (1959)
- I mafiosi, regia di Roberto Mauri (1959)
- La furia dei barbari, regia di Guido Malatesta (1960)
- I giganti della Tessaglia (Gli Argonauti), regia di Riccardo Freda (1960)
- L'assedio di Siracusa, regia di Pietro Francisci (1960)
- Orazi e Curiazi, regia di Ferdinando Baldi e Terence Young (1961)
- Solimano il conquistatore, regia di Vatroslav Mimica e Mario Tota (1961)
- Ercole alla conquista di Atlantide, regia di Vittorio Cottafavi (1961)
- I tartari, regia di Richard Thorpe e Ferdinando Baldi (1961)
- Le sette folgori di Assur, regia di Silvio Amadio (1962)
- Maciste contro i mostri, regia di Guido Malatesta (1962)
- Il comandante, regia di Paolo Heusch (1963)
- Intrigo a Los Angeles, regia di Romano Ferrara (1964)
- Il vendicatore dei Mayas, regia di Guido Malatesta (1965)